# Horns Rev
A Horns Rev (Horns-zátony) egy hosszan elnyúló, két fő részből álló homokpad az Északi-tengeren a dán partok előtt.

## Földrajz

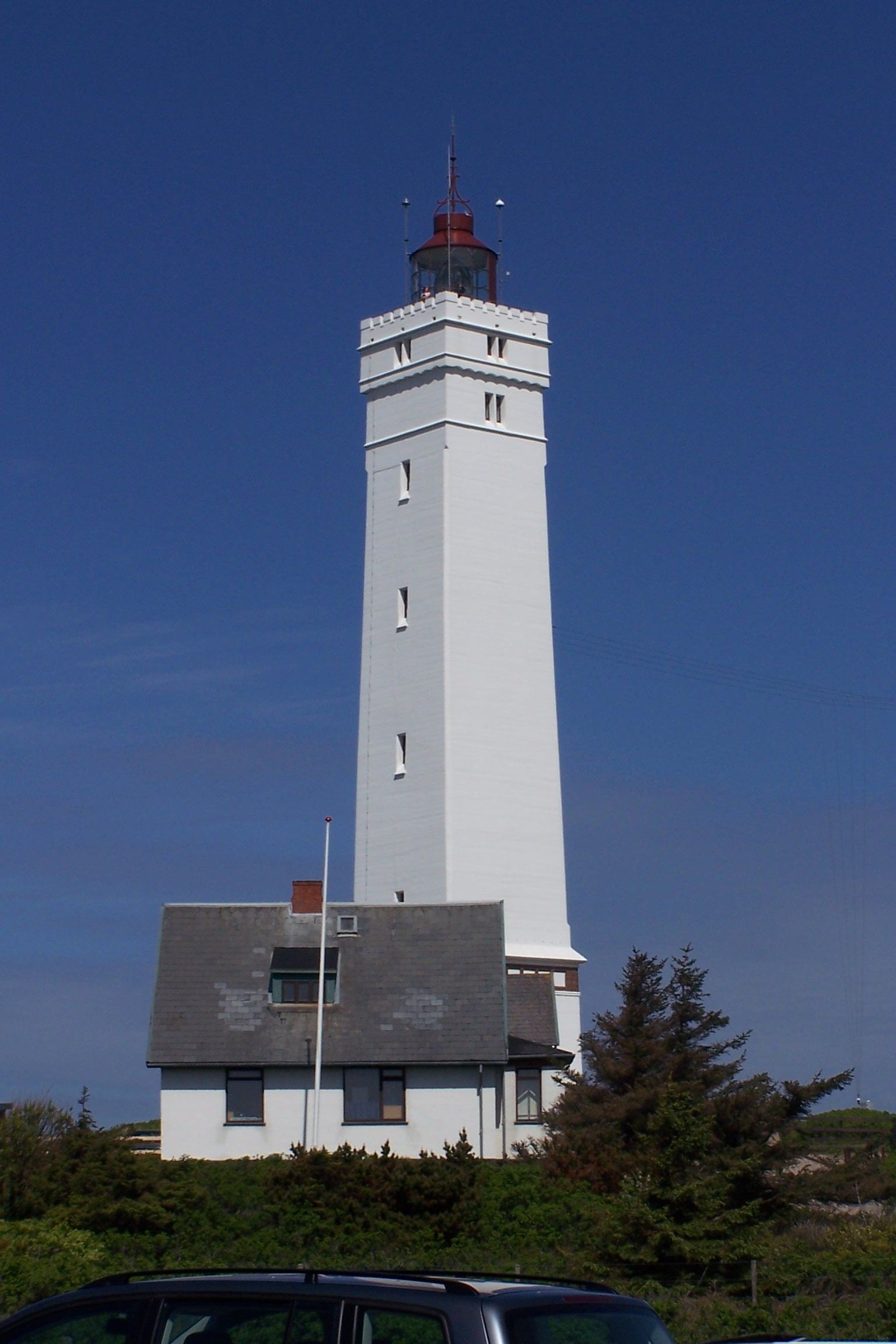
világítótorony Blåvandshuk (Blåvandshuk Fyr) előtt

A Jütland-félsziget nyugati partjának legnyugatibb pontja előtt helyezkedik el a Blåvand közelében lévő Blåvandshuktól 15 km-re a tengerben. A Horns Rev gleccserekből és üledéklerakódásokból származó homokja néhol csak négy méter mélyen van a vízfelszín alatt.
Blåvandshuk és a Horns Rev a Jütland-félsziget nyugati partját markánsan osztják ketté: délre kezdődik a nagy árapálysíkság, míg északra magas dűnék hosszú sora húzódik. A Horns Rev két részből áll. A partokhoz közelebb eső Indre Horns Rev (Belső-Horns Rev) közvetlenül csatlakozik a Blåvandshuk északi részéhez. Az Ydre Horns Rev (Külső-Horns Rev) messzebb benyúlik a tengerbe nyugati irányban. A kettő között egy 20 méter mély árok, a Slugen húzódik északnyugati irányban, lehetővé téve itt nagyobb hajók számára is az áthaladást.
A Horns Rev nyugati része sekély területnek számít, míg a szárazföld közeli keleti része jó időben a Slugennél és a Søren Bovbjergs Dybnél vitorlások számára is járható. 1914 és 1980 között - kisebb megszakításokkal a háborúk idején - egy dán világítóhajó horgonyzott a Horns Revnél, hogy biztosítsa a homokzátony körüli hajóforgalom biztonságát és Esbjerg kikötőjének megközelítését. A legutóbb erre a célra alkalmazott 1913-14-ben épült Motor Fyrskib No. 1 – Horns Rev nevű világítóhajó jelenleg múzeumhajóként funkcionál Esbjerg kikötőjében.

## Horns Rev szélfarm

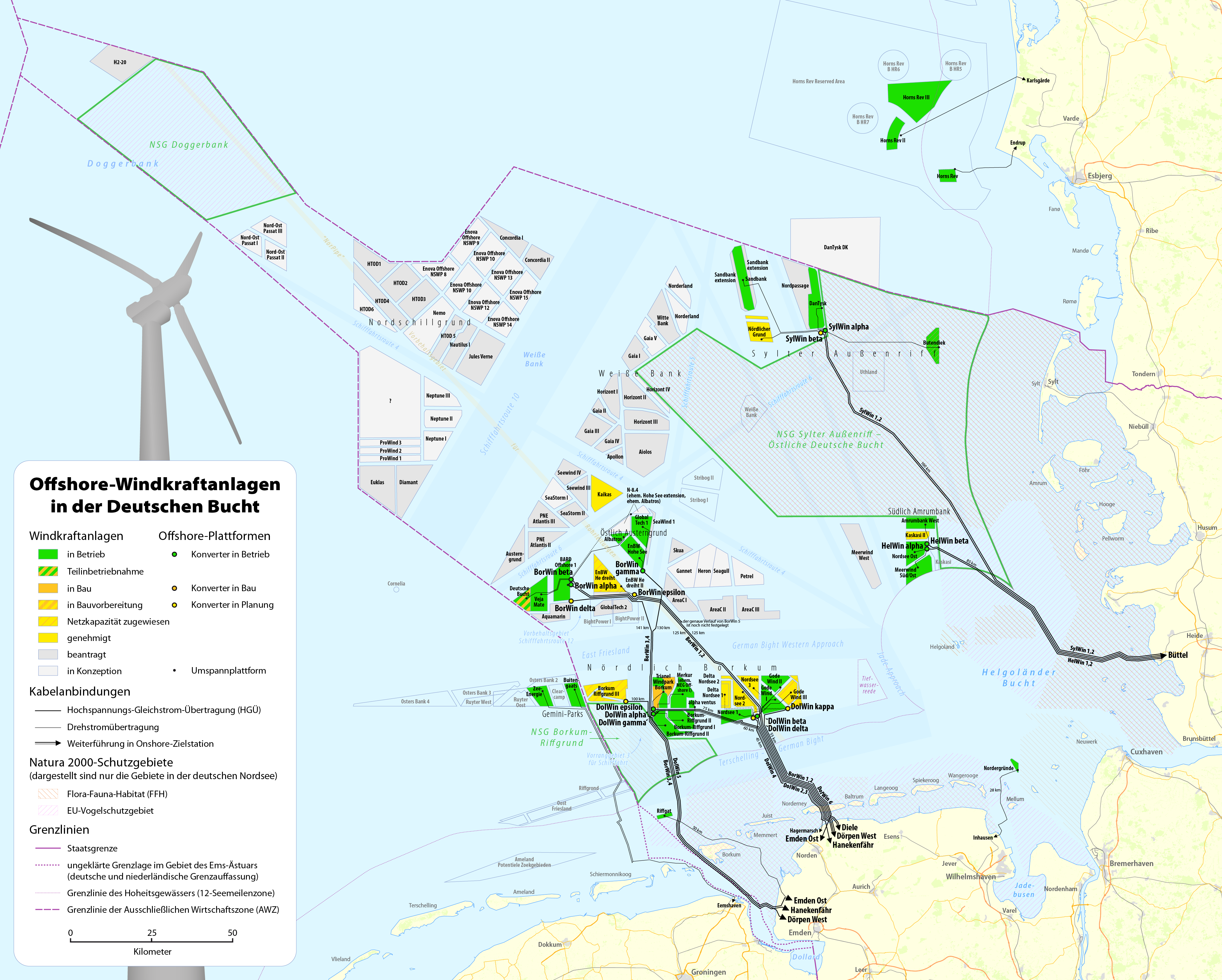
A Horns Rev szélfarm helyzete a Német-öbölben lévő szélfarmokhoz képest

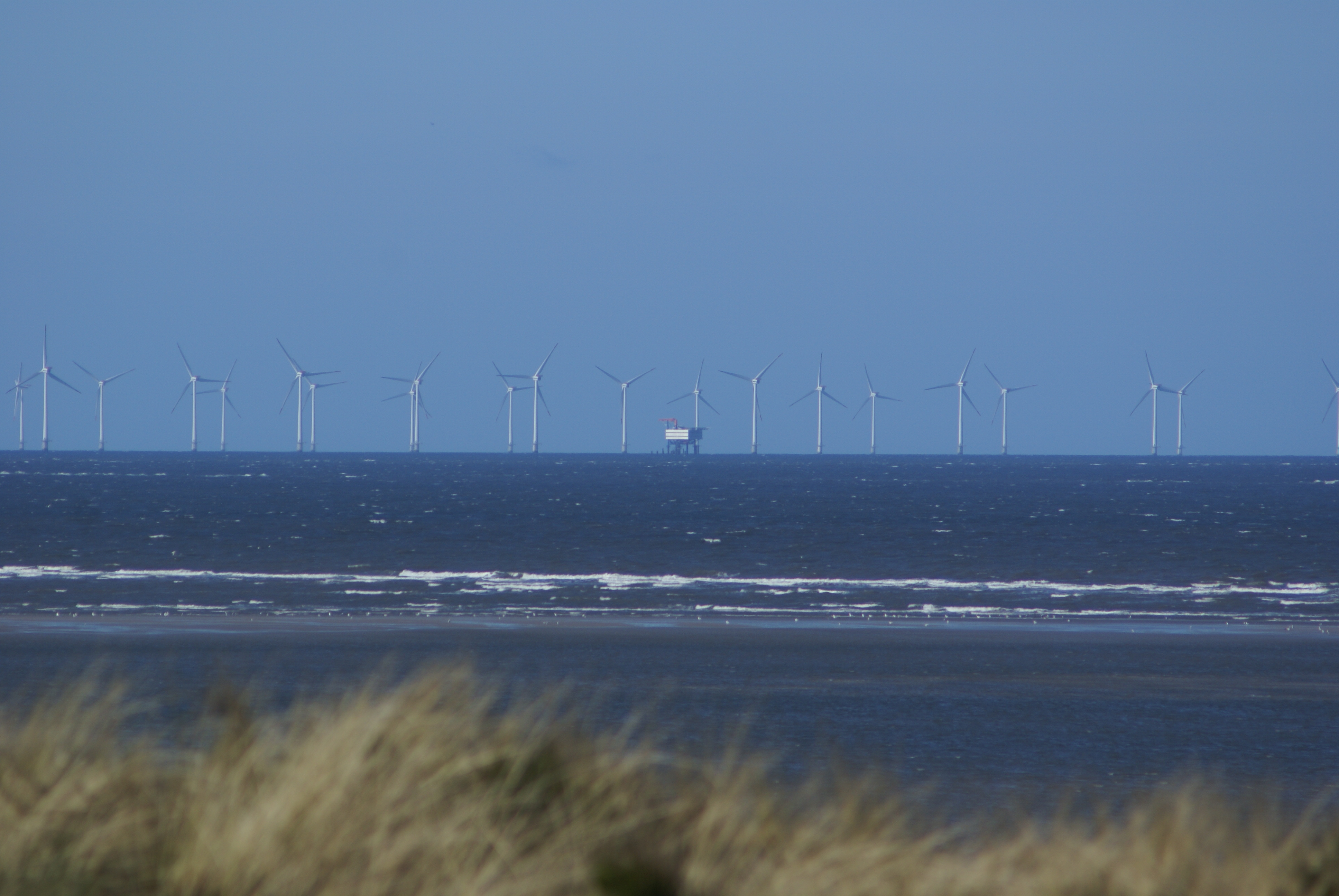
A Horns Rev 1 szélfarm a tengerpartról nézve

2002 óta ad otthont a Horns Rev a világ első és 2004-ig legnagyobb tengeri szélfarmjának, a Horns Rev Havmølleparknak, más néven a Horns Rev 1-nek. A 80 szélturbinája összesen 160 MW elektromos áramot állít elő. Tiszta időben szabad szemmel láthatók Vejers és Blåvand partjairól is délnyugati irányban. 2009-ben 18 kilométerrel északnyugatabbra üzembe helyezték a 91 szélturbinával rendelkező Horns Rev 2 szélfarmot is, melyek összteljesítménye 209 MW. Az ettől északra tervezett Horns Rev 3 teljesítményét 400 MW-osra tervezik, amit 49 szélturbinával állítanak majd elő. Első turbináit 2016 júliusában helyezték el.

## Történelem
1916. június 1-én Reinhard Scheer a Horns Rev átjáróján keresztül tért haza a flottájával a skagerraki csatából, hátában a brit flottával, mely el akarta vágni előle a visszavonulási útvonalat Wilhelmshavenbe.

## Fordítás
- Ez a szócikk részben vagy egészben  a   Horns Rev című német Wikipédia-szócikk fordításán alapul.  Az eredeti cikk szerkesztőit annak laptörténete sorolja fel. Ez a jelzés csupán a megfogalmazás eredetét és a szerzői jogokat jelzi, nem szolgál a cikkben szereplő információk forrásmegjelöléseként.
- Ez a szócikk részben vagy egészben  a   Horns Rev című angol Wikipédia-szócikk fordításán alapul.  Az eredeti cikk szerkesztőit annak laptörténete sorolja fel. Ez a jelzés csupán a megfogalmazás eredetét és a szerzői jogokat jelzi, nem szolgál a cikkben szereplő információk forrásmegjelöléseként.